# Jordbrukarnas och ekologernas allians
Jordbrukarnas och ekologernas allians, franska: l’Alliance des Paysans et Écologistes, är ett politiskt parti i Kongo-Kinshasa.
Partiledare är Ngulungu Ghydala.
Partiets kandidat i 2006 års presidentval var Banyingela Kasonga.